# Markland

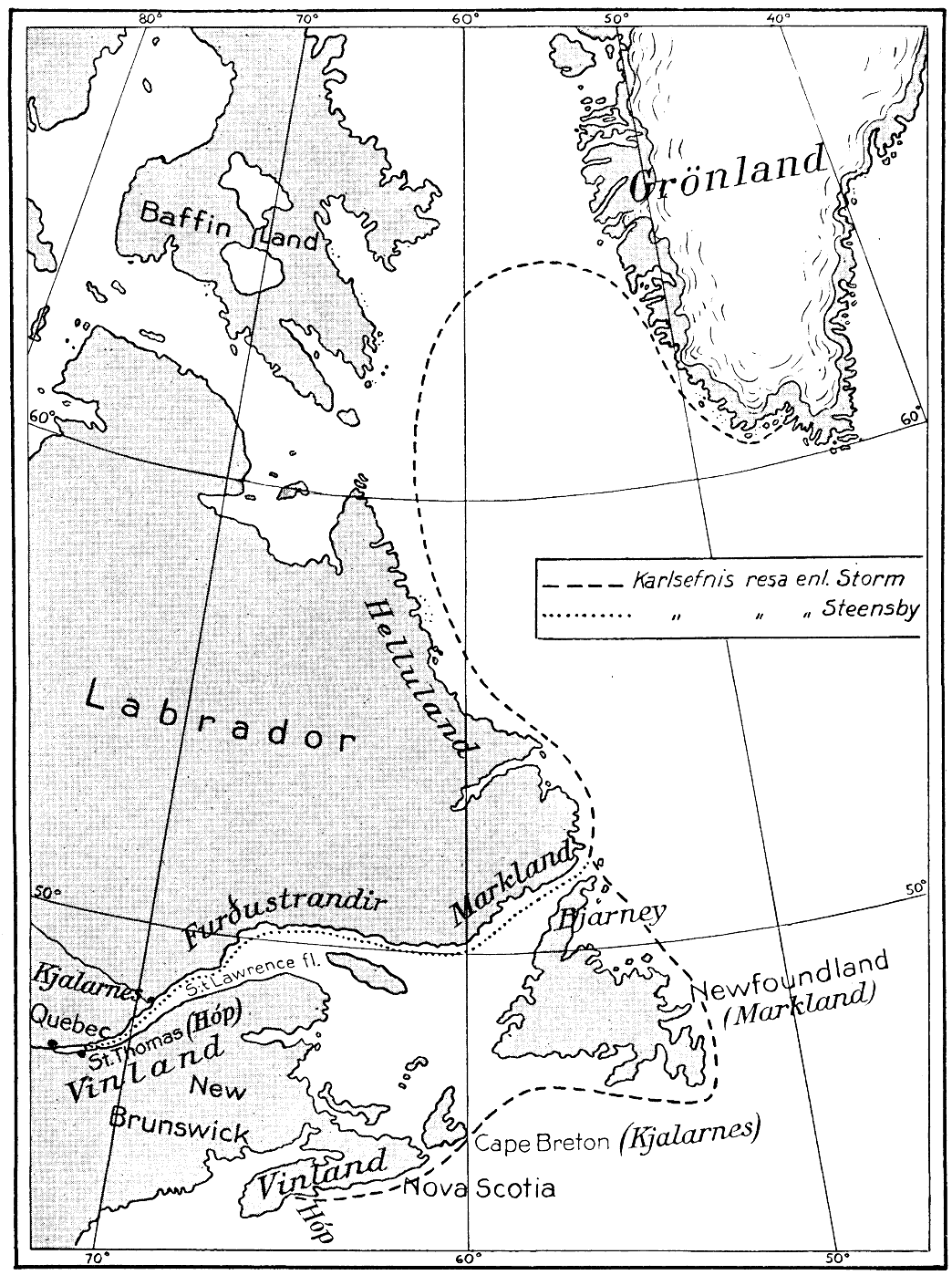
Przypuszczalne położenie Winlandii, Marklandii i Hellulandu (Nordisk Familjebok. 1921)

Markland (isl. mark „las”, land „ziemia, kraj”) – kraina wymieniana w średniowiecznych sagach islandzkich. Pokryte lasem wybrzeże, na południe od Hellulandu, w roku 986 dostrzeżone przez żeglarza islandzkiego Bjarniego Herjólfssona (płynął na Grenlandię, został zniesiony przez sztorm na zachód). Nazwę „Markland” nadał ok. roku 1000 Leif Eriksson lub ok. roku 1004 Þorfinn Karlsefni, którzy tam lądowali.

## Położenie
Trudno wskazać dokładną lokalizację Marklandu, gdyż mógł się on znajdować gdzieś pomiędzy Ziemią Baffina, a Labradorem i Nową Fundlandią. Najbardziej prawdopodobnym miejscem jest południowo-wschodnie wybrzeże Labradoru, który jest silnie zalesiony. Na północ od niego miał się znajdować Helluland, a na południu Winlandia. Jednakże klimat, w tym szczególnym regionie mógł się znacząco zmienić od czasu powstania sag. Mogły na to wpłynąć średniowieczne optimum klimatyczne i mała epoka lodowcowa.

## W sagach
Jedna z historii zawartych w Sadze o Grenlandczykach opowiada o Bjarnim Herjólfssonie, mieszkańcu Norwegii, który co drugą zimę spędzał na Islandii ze swoim ojcem. Kiedy pewnego lata przybył na wyspę dowiedział się, że jego ojciec wyemigrował na Grenlandię. Postanowił do niego dołączyć, ale po trzech dniach żeglugi jego łódź z powodu północnego wiatru oraz mgły zboczyła z kursu. Po kilku dniach pogoda się poprawiła, a Bjarni dotarł do lesistego lądu. Domyślając się, że nie jest to Grenlandia postanowił nie schodzić na brzeg, tylko płynąć dalej. Po drodze odnalazł kolejne nieznane tereny, ale żaden z nich nie pasował do opisów, które słyszał o Grenlandii, więc postanowił nie schodzić na brzeg. Piętnaście lat po wyprawie Bjarniego, jego odkryciami zainteresował się Leif Eriksson, który postanowił odszukać wspomniane tereny.
Pierwszym lądem, do którego dopłynął, była ziemia pokryta płaskimi kamieniami, której nadał nazwę Helluland, czyli „Ziemia Płaskich Kamieni”. Kierując się dalej na południe dotarł do lesistego lądu z białym wybrzeżem, który nazwał Markland. Stamtąd jego załoga zabrała na Grenlandię drewno. Saga wspomina również o 160 ludziach, którzy ok. 1010 roku spędzili tam zimę pod przewodnictwem Thorfinna Karlsefniego.
Saga o Eryku Rudym wspomina z kolei, że Markland leży na południe od Hellulandu i na północ od Winlandii. Thorfinn Karlsefni uważał, że znajduje się ona naprzeciwko Wielkiej Irlandii, gdyż według sagi w Marklandzie Normanowie mieli schwytać dwójkę dzieci Skrælingów. Po nauczeniu się języka normańskiego opowiadały one o położonej naprzeciw ich ojczyzny krainie, zamieszkanej przez ludzi którzy chodzą ubrani na biało, wrzeszczą głośno i noszą drążki z przyczepionymi kawałkami materiału.
Choć nie ma żadnych wzmianek o tym, że wikingowie na stałe zasiedlili Markland to prawdopodobnie odbyli do niego kilka wypraw z Grenlandii, by zdobyć cenne drewno. Islandzkie zapiski z 1347 roku mówią o statku, który w drodze powrotnej z Marklandu zboczył z kursu i dotarł na Islandię. Nie podają jednak jego lokalizacji.